# Famille Pinaigrier
La famille Pinaigrier est une famille de peintres-verriers parisiens du XVIe et XVIIe siècles.

## Biographie
La famille Pinaigrier a été célèbre au XIXe siècle grâce à un peintre-vitrier qui n'a jamais existé, Robert Pinaigrier, auquel Pierre Le Vieil a attribué des vitraux à l'église Saint-Étienne-du-Mont et à l'église Saint-Gervais-Saint-Protais de Paris. Les vitraux qui lui étaient attribués à Paris ont été réalisés par Jean Chastellain.
Des recherches commencées par Jean Lafond ont permis de rétablir la biographie des peintres-verriers de la famille Pinaigrier à partir des documents du Minutier central des notaires parisiens.
La première mention d'un peintre-verrier du nom de Pinaigrier concerne Thibault Pinaigrier qui est intervenu, en 1534, pour avoir réparé les verrières de la chapelle de la maladrerie Saint-Lazare de Beauvais qui semble être l'ancêtre commun de tous les Pinaigrier, peintres-verriers à Paris. Il est connu jusqu'en 1562. La famille est originaire de Beauvais et non de Tours comme l'écrit Auguste Jal à la suite Pierre Le Vieil ou de Chartres comme l'a écrit Félibien.
Henri Sauval attribue à un Pinaigrier les vitres de la chapelle Saint-Clair de l'église de l'abbaye Saint-Victor.
André Félibien a aussi attribué à un membre de la famille Pinaigrier un certain nombre de vitraux à Chartres réalisés entre 1527 et 1530 à l'église Saint-Hilaire, mais sans preuves. Maurice Jusselin montre qu'il faut être circonspect avec les attributions à Robert Pinaigrier.

### Généalogie
- Thibault Pinaigrier
  - Jacques Pinaigrier, qui a épousé, en 1553, la veuve du peintre-verrier Jean Porion et s'est installé rue Saint-Jacques, probablement dans l'atelier du défunt. En 1571, il est un des trois jurés de la corporation ;
  - Pierre Pinaigrier, peintre-verrier installé place Maubert dans les années 1570, mort avant octobre 1584, quand sa femme Marie Guyard  se remarie avec Jean de L'Estoile, peintre-verrier ;
    - Jacques Pinaigrier, âgé de 12 ans quand il entre comme apprenti dans l'atelier de son oncle Nicolas Pinaigrier, le 20 avril 1584 ;
    - Louis Pinaigrier entré à 15 ans comme apprenti dans l'atelier de son oncle Jacques Pinaigrier en octobre 1594, marié à Geneviève Fauchet, mort le 29 novembre 1627 ;

  - Nicolas Pinaigrier, peintre-verrier qui a occupé une place importante dans le monde de la peinture sur verre parisienne pendant 40 ans. Il est arrivé à Paris en 1566 et y est mort le 2 décembre 1606 et s'est marié quatre fois. Il avait épousé Nicole Hersant à Beauvais en 1559, puis devenu veuf en 1581, il s'est remarié avec Marie Gallois, fille d'un maître parisien de la paroisse Saint-Martial, son atelier est alors rue Saint-Germain-l'Auxerrois. Il s'est marié ensuite avec Denise Le Sage en 1599[7] et Michelle Forestier ;
    - Geneviève Pinaigrier marié à Toussaint Le Blond, peintre-verrier ;
    - Nicole Pinaigrier ;
    - Nicolas Pinaigrier II qui s'est établi peintre-verrier à Tours ;
    - Jean Pinaigrier, fils de Nicole Hersant, entré en apprentissage le 3 juin 1586, connu pour avoir réalisé les vitres des charniers Saint-Paul, marié à Marie Ourdet ;
      - Louis Pinaigrier (1601- )
      - Robert Pinaigrier (1603- ), peintre-verrier

## Nicolas Pinaigrier
Nicolas Pinaigrier est le plus célèbre des membres de cette famille de maîtres-verriers. Il s'est installé à Paris en 1566 où il est resté jusqu'à sa mort, le 2 décembre 1606. Il s'est d'abord installé rue Troussevache, puis la rue de la Savonnerie avant de s'établir rue de Saint-Germain-l'Auxerrois en 1581. Il a formé au métier de peintres-verriers ses fils et deux de ses neveux, Jacques et Louis.
En 1579, il a travaillé pour l'église de Beauraing-la-Couldre, près d'Auxerre. Le marchand Louis Michel lui a commandé un vitrail pour la chapelle Sainte-Anne de l'église Saint-Gervais-Saint-Protais de Paris où Pierre Le Vieil l'a vu en l'attribuant à Robert Pinaigrier.
C'est surtout dans le transept et le côté sud de la nef de l'église Saint-Étienne-du-Mont qu'il a travaillé en continuant la pose des vitraux commencée par Jean Chastellain :
- baie 216, vitrail de saint Nicolas, saint Jean-Baptiste, saint Olivier et sainte Agnès, commandé le 6 août 1586 par Olivier Bouchinet qui y est représenté avec sa femme, Nicole ;
- baie 214, vitrail de la Résurrection  avec donateurs présentés par saint Maurice. Ce vitrail n'est pas documenté, mais son style se rapproche de celui de la baie 216. Il a été très restauré. Il peut dater de 1585, mais la représentation de la Résurrection est proche de celle d'un tableau d'Antoine Caron daté vers 1590.
- baie 218, vitrail de la Descente de Croix commandé à Nicolas Pinaigrier le 22 avril 1587 par le marchand Guillaume Alain qui a donné comme modèle la gravure de Marc-Antoine Raimondi faite à partir d'une œuvre de Raphaël. Ce vitrail a été démonté? Une partie est conservée dans la baie 223.
- baie 224, vitrail de l'Incrédulité de saint Thomas commandé la 18 juillet 1588 par le marchand Jamet Bordier représenté par ses armoiries peintes à l'émail,
- baie 222, vitrail des Pèlerins d'Emmaüs,
- baie 220, vitrail des Saintes femmes au tombeau. Ces deux derniers vitraux ne sont pas documentés mais leur style est identique à celui de la baie 224 et ont dû être commandés avant la date de la commande du vitrail de l'Incrédulité de saint Thomas, en juillet 1588.

La réalisation des vitraux a dû s'arrêter pendant les épisodes de la Ligue à Paris après la journée des barricades. 
- baie 226, vitrail de l'Ascension. Il n'a pas le même style que les autres vitraux alors que les marguilliers de l'église ont probablement souhaité confier au même atelier tous les vitraux du côté sud de la nef. Il a peut-être été réalisé en association avec son fils Jean, comme il l'a fait en 1603 pour exécuter un vitrail dans l'église de Rueil.

Nicolas Pinaigrier devait déjà être très âgé en 1600 car il a cédé la moitié de son atelier s'occupant de vitrerie à son gendre en 1601.
Le 21 avril 1600, on lui a commandé la réalisation de l'Incrédulité de saint Thomas et l'Ascension dans un vitrail pour l'église Saint-Gervais-Saint-Protais, aujourd'hui disparu. Il devait être en face de la baie 110 représentant la Résurrection dont le style étant identique à celui de l'église Saint-Étienne-du-Mont permet de l'attribuer à Nicolas Pinaigrier bien qu'il ait été largement restauré par Prosper Lafaye. Peu de temps avant sa mort, il a probablement réalisé le vitrail de la baie 117 représentant le Lavement des pieds, probablement en association, en réalisant les têtes. Une de ces têtes serait un autoportrait.
En 1601, il s'est associé avec le peintre-verrier Thomas Langlois pour faire un vitrail destiné à une chapelle de l'église Saint-Eustache. Nicolas Pinaigrier a réalisé la partie représentant la famille des donateurs.
Henri Sauval a écrit qu'il a peint des vitres émaillées pour les charniers Saint-Paul qui étaient admirées au XVIIe siècle. Les archives des particuliers citent des commandes de vitres pour des bâtiments civils. Alexandre Lenoir avait rassemblé au musée des monuments français « sept tableaux grisailles, chacun d'environ dix pouces sur six de haut, représentant les Arts » qui auraient été réalisés par Nicolas Pinaigrier pour le « château de la maison de La Briffe » vers 1600 qui ont disparu mais Lenoir en avait dessiné une des vitres qui est conservé au musée du Louvre.
L'inventaire après décès de Nicolas Pinaigrier cite « six panneaux de vitres peints, sçavoir quatre d'une Adoration ...» qui pouvaient être destinés au transept de l'église Saint-Gervais-Saint-Protais.

## Louis Pinaigrier
Louis Nicolas Pinaigrier est entré comme apprenti dans l'atelier de son oncle Nicolas en octobre 1594, à l'âge de 15 ans, et a pris la suite de son oncle, en 1607. Il s'était déjà associé avec lui le 2 avril 1603 pour réaliser un vitrail dans l'église de Rueil. Louis Pinaigrier a été reçu maître en août 1608 à l'âge d'environ 28 ans. Il demeurait alors dans l'enclos de l'hôpital de la Trinité.
Il a réalisé des vitraux dans l'église Saint-Gervais-Saint-Protais, en association avec Nicolas Chamus (et non Chaumet) pour la baie 119 commandé en novembre 1607, avec Louis Heuzard pour la baie 121 commandée en 1610. Le vitrail de la baie 117 représentant le Lavement des pieds a peut-être fait en collaboration avec Nicolas Pinaigrier. En 1608, il a exécuté seul un vitrail représentant la vie de saint Denis, mais il a disparu.
Louis Pinaigrier a signé un contrat avec Jehan Minedorge, maître verrier de Rouen, le 31 décembre 1618, par lequel il s'engage à fournir deux vitraux pour l'église Saint-Patrice de Rouen représentant la Conversion de saint Paul et la Pentecôte. Ces vitraux ont disparu.

## Jean Pinaigrier
D'après Henri Sauval, il a réalisé avec son cousin, Louis Pinaigrier, quatre des vitres émaillées des charniers Saint-Paul.

## Robert Pinaigrier
D'après Henri Sauval, Robert Pinaigrier, le fils de Jean Pinaigrier, a réalisé la moitié des vitres des charniers de Saint-Paul qui regardent l'Arsenal. Il les juge de qualité médiocre.

## Nicolas Pinaigrier II
Il a réalisé des vitraux pour l'église Saint-Julien de Tours représentant la Vierge, sainte Anne et l'Enfant Jésus qui ont disparu.

## Hommage
- Rue Pinaigrier, à Tours[13]